# Culex muspratti
Culex muspratti är en tvåvingeart som beskrevs av Hamon och Kálmán Lambrecht 1959. Culex muspratti ingår i släktet Culex och familjen stickmyggor.
Artens utbredningsområde är Kongo. Inga underarter finns listade i Catalogue of Life.